# The Woman I Stole
The Woman I Stole est un film américain réalisé par Irving Cummings et sorti en 1933.

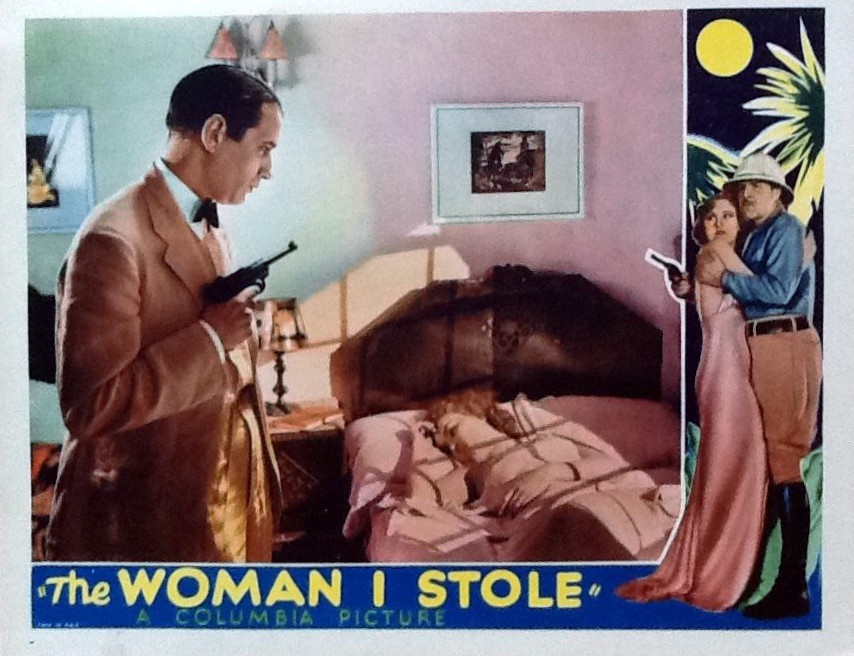
Carte promotionnelle du film.

C'est une adaptation du roman Tampico de Joseph Hergesheimer, dont l'action a été déplacée du Mexique vers l'Afrique du Nord.

## Fiche technique
- Réalisation : Irving Cummings
- Scénario : Jo Swerling d'après un roman de Joseph Hergesheimer
- Photographie : Benjamin H. Kline
- Montage : Gene Havlick
- Genre : Film d'aventures[1]
- Production : Columbia Pictures
- Durée :  70 minutes
- Date de sortie : 30 juin 1933

## Distribution
- Jack Holt : Jim Bradler
- Fay Wray : Vida Carew
- Donald Cook : Corew
- Noah Beery Sr. : Gen. Rayon
- Raquel Torres : Teresita
- Edwin Maxwell : Lentz
- Charles A. Browne : Deleker